# Cerkiew św. Serafina z Sarowa i Opieki Matki Bożej w Paryżu

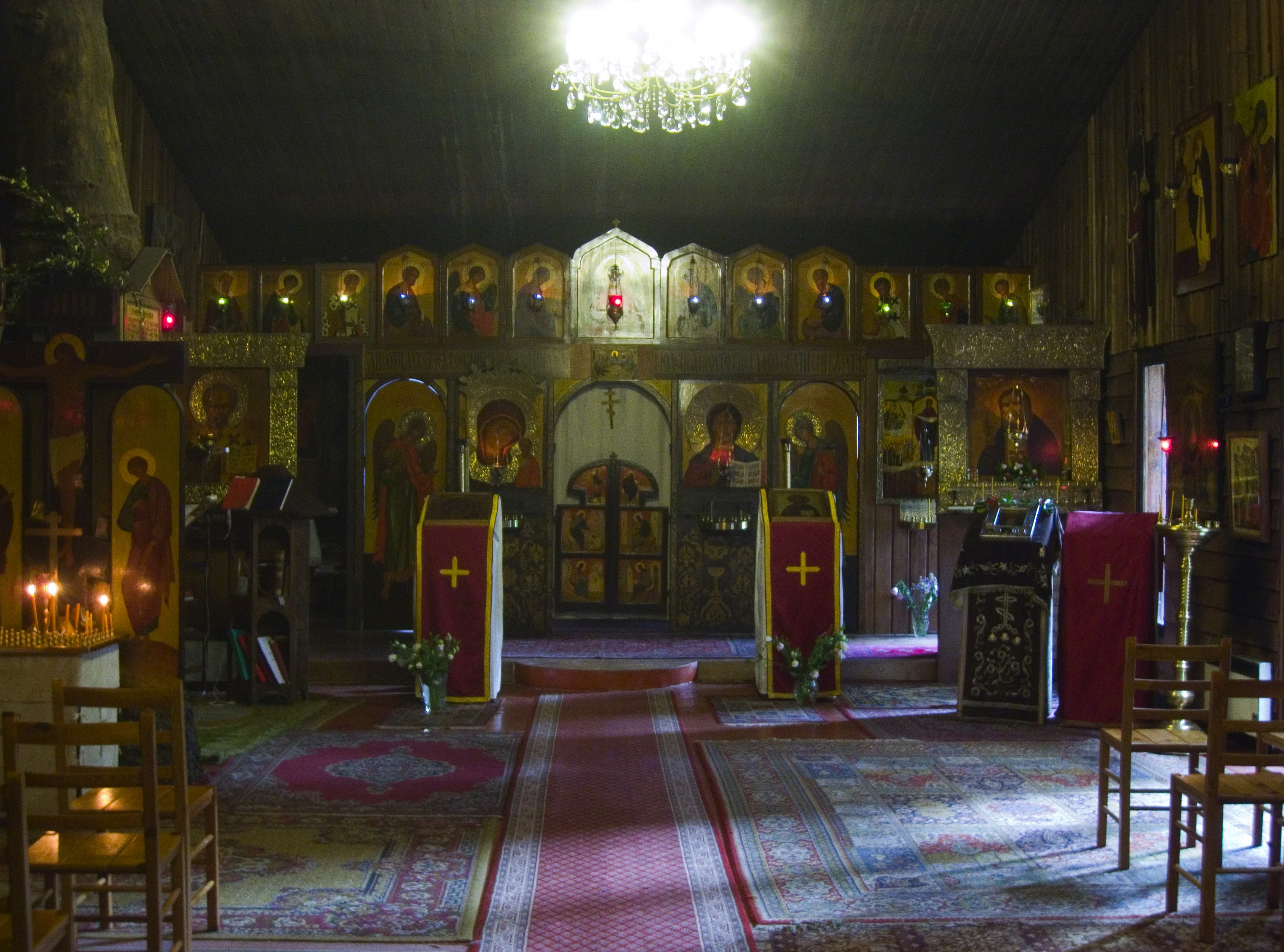
Wnętrze cerkwi

Cerkiew św. Sergiusza z Sarowa i Opieki Matki Bożej – prawosławna cerkiew w XV okręgu paryskim. Jest siedzibą parafii podlegającej Arcybiskupstwu Zachodnioeuropejskich Parafii Tradycji Rosyjskiej Patriarchatu Moskiewskiego. 

## Historia
Pierwsza parafia prawosławna w XV okręgu paryskim powstała w kaplicy wzniesionej w podwórzu domu przy ulicy Mademoiselle 81, z inicjatywy Stowarzyszenia Gallipojczyków. Na nabożeństwa w prowizorycznym budynku uczęszczali nie tylko inicjatorzy budowy, ale i inni emigranci z Rosji, którzy osiedli w XV okręgu paryskim na fali białej emigracji. 
Po kilku miesiącach od powstania kaplicy grupa kombatantów zwróciła się do metropolity Zachodnioeuropejskiego Egzarchatu Parafii Rosyjskich Eulogiusza z prośbą o nadanie ich wspólnocie statusu parafii i objęcie patronatem planowanej zbiórki pieniędzy na budowę wolnostojącej cerkwi. Ich prośba spotkała się z przychylną odpowiedzią, jednak rezultaty kolekty okazały się gorsze od przewidywanych. 
W maju 1933 nowy opiekun kaplicy przy ulicy Mademoiselle, ks. Dymitr Troicki na nowo podjął starania na rzecz organizacji wolnostojącej cerkwi dla parafii. Szczupłe środki finansowe nie pozwoliły jednak ani na budowę nowej cerkwi, ani na adaptację starszego murowanego budynku (jak kilka lat wcześniej przy tworzeniu cerkwi w Vanves). Ostatecznie Komitet Pomocy Studentom Rosyjskim zaoferował ks. Troickiemu drewniany barak w podwórzu akademika przy ulicy Lecourbe 91. Mimo początkowych obiekcji ze strony części parafian barak został wyposażony w elementy typowe dla wnętrz cerkiewnych przez N. Globę, byłego dyrektora Instytutu Sztuki w Moskwie. 11 czerwca 1933 formalnie zaczęła działalność parafia, 2 lipca tego samego roku została poświęcona cerkiew, budowana przez wolontariuszy rekrutujących się ze środowisk emigracji rosyjskiej.
17 kwietnia 2022 roku w cerkwi doszło do pożaru.

## Architektura
Cerkiew została wzniesiona poprzez przebudowę drewnianego baraka o wymiarach 12 metrów długości, 3,5 metra szerokości i 2,5 metra wysokości. W trakcie przebudowy poszerzone zostały jej drzwi i okna, sakralny charakter budynku podkreśla pojedyncza cebulasta kopuła malowana na niebiesko, zwieńczona krzyżem prawosławnym. Cerkiew otacza ogród. 
We wnętrzu znajduje się ikonostas wykonany przez N. Globę oraz ikony napisane przez P. Fiodorowa. 